# Astrid Herbold
Astrid Herbold (* 1973 in Stolberg) ist eine deutsche Journalistin und Autorin.

## Leben
Herbold studierte von 1992 bis 1996 an der Ruhr-Universität Bochum und promovierte anschließend an der Westfälischen Wilhelms-Universität Münster im Fach Germanistik. 2004 erschien ihre Dissertation unter dem Titel Eingesaugt & Rausgepresst. Verschriftlichungen des Körpers und Verkörperungen der Schrift.
2006 veröffentlichte sie das Buch M.o.M. – Mutter ohne Mann. Darin beschreibt Herbold ihre Erfahrungen als alleinerziehende Mutter. Ihr 2009 erschienenes Buch Das große Rauschen beschäftigt sich kritisch mit der digitalen Gesellschaft. 2015 veröffentlichte sie zusammen mit dem Berliner Künstler und Umweltaktivisten Ben Wagin dessen Autobiografie Nenn mich nicht Künstler. Im September 2021 veröffentlichte sie zusammen mit dem Komiker Bülent Ceylan dessen Autobiografie Ankommen. Aber wo war ich eigentlich?.
Neben ihren Buchveröffentlichungen schreibt Herbold für Zeitungen und Magazine.

## Werke
- Vom Elefanten zum Intendanten. Verlag für Wissenschaft und Kunst, Herne 1997, ISBN 3-924670-26-9.
- Eingesaugt & rausgepresst. Königshausen und Neumann, Würzburg 2004, ISBN 3-8260-2760-4.
- M. o. M. – Mutter ohne Mann: Warum Alleinerziehende so verdammt glücklich sind. Von Schröder, Berlin 2006, ISBN 978-3-547-71086-1.
- Das große Rauschen. Droemer, München 2009, ISBN 978-3-426-27492-7.
- Nenn mich nicht Künstler. Ch. Links, Berlin 2015, ISBN 978-3-86153-813-4.
- Bülent Ceylan/Astrid Herbold: Ankommen. Aber wo war ich eigentlich? Frankfurt am Main 2021, ISBN 978-3-596-70660-0.

## Veröffentlichung
- Zehntausend am Tag, Beitrag aus eigener Erfahrung als Ghostwriter. In: Das Magazin, März 2024, ab S. 12